# دین دبلوا
دین دُبلوا (انگلیسی: Dean DeBlois؛ زادهٔ ۷ ژوئن ۱۹۷۰) کارگردان، تهیه‌کننده، پویانما و فیلم‌نامه‌نویس اهل کانادا است. از مشهورترین فیلم‌هایی که وی کارگردانی نموده‌است، می‌توان به انیمیشن‌های چگونه اژدهای خود را تربیت کنیم و چگونه اژدهای خود را تربیت کنیم ۲ و چگونه اژدهای خود را تربیت کنیم: دنیای پنهان اشاره کرد.

## اوایل زندگی
دبلوا در ایلمر، کبک در کانادا متولد شد. از کودکی به کتاب‌های کمیک علاقه داشت که بعدها به گفته خودش، بر توانایی نقاشی، تخیل و داستان‌پردازی‌اش تاثیر گذاشته‌است. او که فقیر بود و توانایی خرید کتاب‌ها را نداشت، آخرهفته‌ها از فروشگاه بازدید می‌کرد و فروشنده به اون اجازه می‌داد کمیک‌ها را رایگان بخواند. او طرح‌ها را به خاطر می‌سپرد و وقتی به خانه می‌رفت، نقاشی آن‌ها را می‌کشید.

## فیلم‌شناسی
| سال  | عنوان                                       | کارگردان | نویسنده | تهیه‌کننده | یادداشت                                       |
| ---- | ------------------------------------------- | -------- | ------- | --------- | --------------------------------------------- |
| ۱۹۹۸ | مولان                                       |          | آری     |           | طراح داستان                                   |
| ۲۰۰۲ | لیلو و استیچ                                | آری      | آری     |           | کارگردان مشترک / فیلم‌نامه به همراه کریس سندرز |
| ۲۰۱۰ | چگونه اژدهای خود را تربیت کنیم              | آری      | آری     |           | کارگردان مشترک / فیلم‌نامه به همراه کریس سندرز |
| ۲۰۱۴ | چگونه اژدهای خود را تربیت کنیم ۲            | آری      | آری     | آری       | تهیه‌کننده اجرایی                              |
| ۲۰۱۹ | چگونه اژدهای خود را تربیت کنیم: دنیای پنهان | آری      | آری     | آری       | تهیه‌کننده اجرایی                              |